# مايا دياب
مايا دياب (12 نوفمبر 1980) مغنية وممثلة وعارضة أزياء ومقدمة برامج لبنانية، وعضو سابق في فرقة فور كاتس.

## عن حياتها
درست الإعلام في الجامعة اللبنانية. اشتهرت من خلال برنامج ستوديو الفن عام 1996، حيث فازت بالجائزة الذهبية عن عروض الأزياء ثم تبارت مرة أخرى في ستديو الفن عام 2001 عن فئة التقديم، ثم انضمت إلى فرقة فور كاتس التي قررت الأنفصال عنها في عام 2010 لكي تعمل بمفردها في المجال الفني، قررت تصوير أغنية مصورة مع المخرج اللبناني يحيى سعادة في تركيا إلا أن المخرج توفي أثناء التحضير لتصوير الأغنية بسبب تعرضه لصعق كهربائي.
فازت بلقب أفضل مقدمة تلفزيونية عن برنامج هيك منغني عام 2012.

### حياتها الأسرية
متزوجة من رجل الأعمال «عباس ناصر» ولديهما طفلة تدعى كاي.

## أعمالها

### السيرة الموسيقية
- نبقى سوا ديو مع رامي عياش
- شكلك ما بتعرف
- نيالي فيك
- أيوة (أصل البنات شربات)
- قاطفين
- ألبوم MyMaya#
- حبيبي
- طول بالك
- ابن اليوزباشي

### تقديم البرامج
| اسم البرنامج | قناة       |
| ------------ | ---------- |
| الإختيار     | النهار     |
| هيك منغني    | إم تي في   |
| اسأل العرب   | إم بي سي 1 |

### التمثيل
| العام | العمل         | النوع |
| ----- | ------------- | ----- |
| 2007  | أسد وأربع قطط | فيلم  |
| 2009  | كلام نسوان    | مسلسل |
| 2010  | الدنيا هيك    | مسلسل |

## وصلات خارجية
- مايا دياب على موقع IMDb (الإنجليزية)
- مايا دياب على موقع قاعدة بيانات الأفلام العربية
- مايا دياب على موقع ميوزك برينز (الإنجليزية)
- مايا دياب على موقع أول ميوزيك (الإنجليزية)
- مايا دياب على موقع ديسكوغز (الإنجليزية)